# Burn (album)
Burn osmi je studijski album britanskog hard rock sastava Deep Purple, kojeg u Americi 1974. godine objavljuje diskografska kuća 'Warner Bros.', a u Velikoj Britaniji  'EMI/Purple'.
Sastav mijenja postavu i na mjesto prvog vokala dolazi David Coverdale, a na mjesto basiste/vokala, dolazi Glenn Hughes iz rock sastava 'Trapeze'. Njih dvojica došli su na mjesta Iana Gillana i Rogera Glovera. Ovo je prvi studijski album od postave MK III. Uz dolazak Coverdalea i Hughesa, njihov hard rock zvuk više se orijentira na boogiea i poprima elemente soula i funka, što će biti puno više istaknutije na njihovom sljedećem albumu Stormbringer.
"Might Just Take Your Life"/"Coronarias Redig", bio je prvi Deep Purpleov singl u Velikoj Britaniji nakon dvije godine. Objavljen je 12. veljače, tri dana prije albuma.
Skladba "Coronarias Redig" snimljena je tijekom ove sjednice, ali nije ušla na popis albuma nego se našla na B-strani singla "Might Just Take Your Life". Također je objavljena u bonus izdanju povodom njihove 30. godišnjice.
Vrlo neobično u to vrijeme, bilo je da album bude oglašavan na britanskoj televiziji u vrijem svog izlaska.

## Popis pjesama
Sve pjesme napisali su Ritchie Blackmore, David Coverdale, Jon Lord i Ian Paice, osim gdje je drugačije naznačeno.
1. "Burn" – 6:05
2. "Might Just Take Your Life" – 4:36
3. "Lay Down, Stay Down" – 4:15
4. "Sail Away" (Blackmore, Coverdale) – 5:48
5. "You Fool No One" – 4:47
6. "What's Goin' On Here" – 4:55
7. "Mistreated" (Blackmore, Coverdale) – 7:25
8. "``A´´ 200" (Blackmore, Lord, Paice) – 3:51

### Bonus pjesme povodom 30. godišnjice
1. "Coronarias Redig" (singl b-strana 2004. remiks) (Blackmore, Lord, Paice) – 5:30
2. "Burn" (2004. remiks) – 6:00
3. "Mistreated" (2004. remiks) (Blackmore, Coverdale)– 7:28
4. "You Fool No One" (2004. remiks) – 4:57
5. "Sail Away" (2004. remiks) (Blackmore, Coverdale)– 5:37

Glenn Hughes sudjelovao je u pisanju skladbi ali se njegovo ime nije našlo na popisu radi isteka ugovora. Ipak prilikom objavljivanja bonus skladbi njegovo ime nalazi se na svim pjesmama osim na "Sail Away" i "Mistreated".

## Izvođači
- Ritchie Blackmore - gitara
- David Coverdale - prvi vokal
- Glenn Hughes - bas-gitara, vokal
- Jon Lord - klavijature
- Ian Paice - bubnjevi

### Produkcija
- Rolling Stones Mobile Studio - snimano u Montreux, Švicarska
- Produkcija i ideja - Deep Purple
- Projekcija – Martin Birch
- Asistenti – Tipani, George i Paul
- Miks - Martin Birch i Deep Purple
- Remiks - Matthew Tait iz 'Metropolis Studios', London
- Digitalni mastering remastering - Peter Mew at 'Abbey Road Studios', London
- Izvršni producent - Tony Edwards
- Fotografija – Fin Costello

## Vanjske povenice
- Discogs.com - Deep Purple  - Burn